# Superman/Batman: Inimigos Públicos
Superman/Batman: Inimigos Públicos é o primeiro volume encadernado da revista em quadrinhos Superman/Batman. Publicado originalmente nos Estados Unidos em abril de 2004, este primeiro volume reúne as seis primeiras edições da revista, que por sua vez foram publicadas entre julho de 2003 e janeiro de 2004 e compreendem o primeiro arco de história da publicação, originalmente intitulado "Os Melhores do Mundo".
A história marca o fim da Presidência de Lex Luthor, evento que vinha transcorrendo desde 2000 no universo ficcional da DC Comics e foi recebida de forma positiva pela crítica, tornando-se ainda um sucesso de vendas: as  seis edições, juntas, venderam mais de meio milhão de exemplares e suas tiragens esgotaram-se em mais de uma oportunidade. Em 2009, um filme de animação produzido diretamente em vídeo intitulado Superman/Batman: Public Enemies, baseado na história, foi lançado mundialmente.

## Antecedentes e contexto

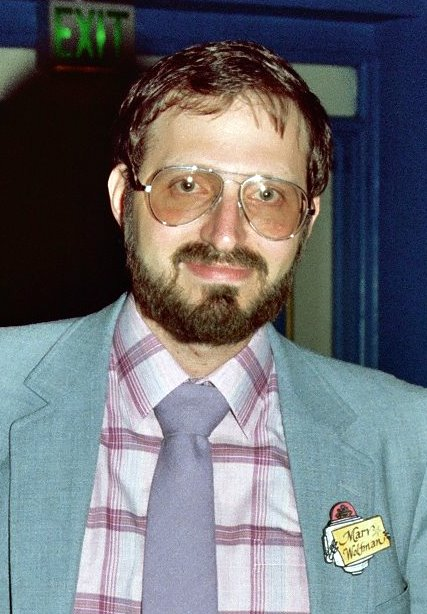
O escritor Marv Wolfman em foto de 1982. Quatro anos depois ele seria o responsável, ao lado de John Byrne, por mudar radicalmente Lex Luthor.

Em 1986, a DC Comics contratou o escritor e desenhista John Byrne para reformular Superman e seu elenco de apoio após o evento "Crise nas Infinitas Terras", criando inclusive uma uma nova origem para o herói. A partir da minissérie The Man of Steel, escrita e desenhada por Byrne, passariam ser contadas as novas histórias do personagem, estabelecendo um novo cânone. Byrne não era o único interessado em reformular o personagem: Frank Miller, Steve Gerber, Cary Bates, Elliot Maggin, Marv Wolfman e Alan Moore foram alguns dos escritores também haviam encaminhado propostas à editora para trabalhar com o personagem.
Wolfman foi convidado para colaborar com Byrne na nova linha de revistas, e foi responsável pela reformulação de Lex Luthor, ainda que sua ideia inicial não tenha sido integralmente aproveitada por Byrne, por também envolver significativas mudanças em Lois Lane que Byrne não pretendia seguir. A ideia central, entretanto, se manteve: se até então Luthor era um "cientista louco" que havia ficado calvo por causa de Superman quando ambos eram adolescentes vivendo em Smallville, a partir de 1986, ele passou a ser caracterizado como um influente e inescrupuloso empresário de Metrópolis e um dos homens mais ricos do mundo - nas palavras de Byrne, "uma mistura entre Donald Trump, Ted Turner, Howard Hughes e talvez até Satã".
No final da década de 1990, quando Eddie Berganza assumiu as funções de editor responsável pelas histórias de Superman, as quatro revistas então protagonizadas pelo personagem - Action Comics, Superman, Adventures of Superman e Superman: The Man of Steel - vinham passando por baixas vendas, e suas histórias tinham pouca repercussão junto ao público.
Berganza, então, contrataria uma equipe capitaneada por Jeph Loeb, que se tornou o escritor de Superman, e Joe Kelly, que assumiu os roteiros de Action, com a responsabilidade de "revitalizar" o personagem a partir de outubro de 1999, promovendo inúmeros questionamentos acerca das várias facetas que o definiam. Conforme definiu Marcus Medeiros, do site brasileiro Omelete, em 2005, após a equipe sair definitivamente das revistas: "o objetivo dos roteiristas era evoluir as bases estabelecidas por John Byrne e seus seguidores para conseguir um Super-Homem mais humano - conseqüência de sua criação por Jonathan e Martha Kent - ao mesmo tempo em que resgatariam a magia e a grandeza perdida da Era de Prata dos super-heróis".

## Produção e publicação
"(...) sugerimos ao Mike Carlin que pegássemos toda a equipe criativa de Superman e criássemos uma nova revista que seria essencialmente do Homem de Aço, mas que poderia ter acesso aos personagens do universo de Batman"

 - Jeph Loeb, em 2002, sobre o conceito da revista.

Em 2000, durante a reunião anual realizada entre o corpo editorial da DC Comics e os escritores responsáveis pelas várias revistas protagonizadas por Superman para definir o rumo que as histórias tomariam no ano seguinte, discutiu-se como continuar avançando a história do personagem Lex Luthor. Embora fosse desde a sua concepção um vilão, uma série de tramas publicadas nos últimos anos concluíram com Luthor recebendo aos olhos do público o crédito por inúmeras "boas ações", como a reconstrução de Gotham City após uma série de eventos ter devastado a cidade. Com Paul Levitz e Janette Kahn - editor-chefe e publisher da editora, respectivamente - presentes, a equipe propôs que Luthor se candidatasse ao cargo de Presidente dos Estados Unidos e vencesse o pleito de forma legítima. No final daquele ano, com a publicação do especial Lex 2000, o vilão lançou-se como candidato à Eleição presidencial dos Estados Unidos de 2000 e se elegeu presidente, substituindo George W. Bush no Universo DC como o 43º Presidente dos Estados Unidos, sem que a editora tivesse planos à longo prazo para retirá-lo do cargo.
Luthor já era visto pelos cidadãos dos Estados Unidos como um visionário e um benevolente empresário e durante o período em que esteve no cargo, ao olhos do público, reformou o sistema educacional, liderou o país durante a vitória contra uma invasão alienígena e alcançou grande popularidade.
No início de 2002, Loeb deixou o cargo de roteirista da revista Superman para se dedicar ao planejamento de Superman/Batman, revista que a editora pretendia lançar no ano seguinte. Berganza acumulou as funções de editor da revista com Matt Idelson, e a revista começou a ser planejada de forma a refletir os eventos narrados tanto nas revistas de Superman - onde, por exemplo, havia surgido uma nova Supergirl chamada "Cir-El" - quanto de Batman. Desde o início já se discutia que o primeiro arco da revista abordaria o fim do período de Luthor na Casa Branca e que Ed McGuinness trabalharia como desenhista na nova revista, que tentaria se afastar do gênero team-up e buscaria mostrar a relação entre os antagônicos elementos dos dois personagens.

## Enredo

### Sinopse
Em Metropólis, enquanto Superman enfrenta o super-vilão Metallo, que havia acabado de invadir os Laboratórios S.T.A.R., Lex Luthor, o então Presidente dos Estados Unidos, anuncia à imprensa a sua vontade de candidatar-se à reeleição. Metallo consegue escapar, e Superman questiona uma das cientistas do S.T.A.R. sobre qual teria sido o motivo para Metallo invadir o local. Ao descobrir que os restos mortais de Metallo estariam enterrados no Cemitério de Gotham City, e que o vilão os procurava, Superman dirige-se ao local, onde encontra com Batman, que ali investigava a violação de uma série de túmulos. Quando Metallo se revela o responsável, os três ingressam num combate que, embora inicialmente desfavorável para Metallo, é interrompido quando o vilão saca uma pistola e dispara uma bala de kryptonita. Superman é atingido e cai dentro de uma tumba aberta, mas quando Batman vai socorrê-lo, Metallo enterra os dois. Enquanto isso, em Washington, Lex Luthor reúne na sala de Operações de Guerra da Presidência uma equipe formada por Capitão Átomo, Major Força, Poderosa, Raio Negro, Estelar e Katana e os informa que um asteroide "no mínimo do tamanho do Brasil", formado com a destruição do planeta Krypton, estava em rota de colisão com a Terra. Batman e Superman conseguem escapar da tumba onde haviam sido enterrados e dirigem-se à Batcaverna, onde Superman tem a bala de kryptonita removida de seu peito em tempo de ser atacado por uma versão futura dele mesmo.
Os dois heróis são bem-sucedidos em vencer o "Superman futuro", que desaparece após deixar um aviso: os dois iriam cometer um erro que custaria a vida de todos, deixando Superman como o único sobrevivente. Quando Luthor anuncia em rede nacional a existência do asteroide e que estaria oferecendo uma recompensa no valor de um bilhão de dólares para quem trouxesse Superman à Washington para ser acusado por "crimes contra a humanidade", os dois decidem se antecipar e ir até Washington para questionar Luthor na frente do público, durante a realização de uma entrevista televisionada ao vivo, mas antes que consigam se aproximar são atacados por mais de uma dúzia de super-vilões interessados em coletar a recompensa. Após enfrentar os super-vilões os dois se veem obrigados a enfrentar a equipe liderada por Capitão Átomo, numa luta que se inicia em Washington e termina em Tóquio, com a aparente morte do Major Força e do Capitão Átomo.
Superman e Batman enfrentam ainda outros dois heróis, Capitão Marvel e Gavião Negro, e são aparentemente derrotados e capturados. Quando Robin, Asa Noturna, Batgirl, Krypto e todos os demais parceiros de Batman e Superman invadem a Casa Branca para confrontar Luthor e são capturados, Superman e Batman adentram no local disfarçados como os heróis que aparentemente os haviam capturado. Após resgatar todos, os dois, por um momento, cogitam assassinar Luthor, mas resolvem seguir com o plano original: com o auxílo do gênio japonês Hiro Okamura, os dois iriam destruir o asteroide. O Capitão Átomo revela-se vivo, e assume o controle do foguete e aparentemente morre na tentativa de absorver a radiação emitida após a destruição. Com o perigo imediato afastado, Luthor injeta em si mesmo uma soro feito da mistura da toxina que aumentava a força do vilão Bane com kryptonita líquida e, trajando um traje robótico, parte para confrontar Superman e Batman. Derrotado, Luthor desaparece e é indiciado à revelia pela série de crimes que teria cometido. Com o vilão considerado morto, o vice-presidente Pete Ross assume o cargo de Presidente.

### Principais personagens

Na capa da quinta edição, Ed McGuinness retratou quase todo o elenco de apoio de Superman e Batman.

- Superman e Batman são os dois protagonistas da história, que é narrada através do ponto de vista de ambos, exposto de forma simultânea;[26]
- Lex Luthor, o Presidente dos Estados Unidos e até então uma das figuras mais populares do país;[16]
- Hiro Okamura, um gênio japonês de treze anos, conhecido como o "Homem dos Brinquedos"[25]
- Capitão Átomo, ex-membro da Liga da Justiça, está trabalhando para o Governo dos Estados Unidos e lidera uma eclética equipe formada com a missão de capturar Superman[20][25]
  - A equipe do Capitão Átomo, conforme o próprio a descreveria: "escalei a equipe mais equilibrada que pude. Para ficar de olho no Major Força, eu tinha o Lanterna Verde John Stewart. Por mais que Estelar fosse impulsiva, havia o bom senso do Raio Negro. E apostei que a lealdade de Katana e da Poderosa a Batman e Superman seria valiosa para manter a mim dentro os limites se fosse preciso";[25]
- A Sociedade da Justiça, uma equipe de super-heróis formada na década de 1940 muito antes da Liga da Justiça, aparece brevemente, e seus membros Capitão Marvel e Gavião Negro são dois heróis a enfrentar Superman após o Presidente ter expedido um mandato de prisão em seu desfavor.
- Com exceção de Barbara Gordon, a primeira Batgirl, e de John Henry Irons, o herói "Aço", todos os heróis associados diretamente com Superman e Batman participam da quinta história, durante uma invasão à Casa Branca que buscava determinar onde os dois estariam presos após sua captura ter sido anunciada: Dick Grayson, o primeiro Robin, à época adotando a identidade de Asa Noturna; Cassandra Cain, a Batgirl; Natasha Irons, a sobrinha de Aço;  Helena Bertinelli, a Caçadora; Cir-El, a Supergirl; Superboy, um clone adolescente de Superman; e Tim Drake, o terceiro e, à época, atual Robin[nota 1];
- Mais de uma dúzia de vilões são enfrentadas durante a incursão de Superman e Batman à Washington, na terceira parte. Dentre eles: a Banshee Prateada; o "conquistador interestelar" Mongul; Solomon Grundy, um super-vilão que renasce com uma personalidade diferente a cada vez que morre; e Lady Shiva, descrita por Batman como uma das mercenárias mais mortíferas em atividade e possivelmente melhor lutadora corpo-a-corpo do que ele;[22]

## Repercussão
| |  |  |
| Enquanto a caracterização dos dois protagonistas por Jeph Loeb (esquerda) foi elogiada pela crítica em geral, a arte de Ed McGuinness (direita) foi considerada pelo site americano Comic Book Resources como peculiar o suficiente para desagradar uma parcela dos leitores. |  |  |

Augie De Blieck Jr, colunista do site americano Comic Book Resources, avaliou positivamente a história, em particular a narrativa simultânea. Dizendo que, ao destacar a diferente forma de pensar de ambos os personagens ao mesmo tempo, Loeb teria feito "a maior demonstração" das diferenças entre os dois até então obtida por qualquer escritor. O desenvolvimento da trama, entretanto, não colheu tantos elogios, com Blieck avaliando que a "importância" da história tinha mais peso do que sua qualidade. O excesso de cenas de ação e a sobreposição dos vários elementos do enredo foram criticos. A batalha final entre Superman e um Luthor trajando um traje de batalha foi citada como um exemplo de como que a história, conforme avançava, se afastava demais da ideia inicial de mostrar a reação de Superman ao fato de seu maior inimigo ter se tornado Presidente do país. A respeito do "valor" da história, disse: "[Inimigos Públicos] resolve uma série de histórias em aberto desde que seu escritor, Jeph Loeb, era um dos responsáveis pelas revistas de Superman. Por essa razão, é uma valiosa leitura para os fãs interessados na continuidade atual. Como história, entretanto, funciona de formas variadas. O tom muda drasticamente, de uma história centrada nos personagens para uma luta em larga escala entre heróis para uma luta em maior escala pela sobrevivência do planeta".
A arte também receberia elogios, e, ainda que fosse reconhecido que o estilo bastante particular dos desenhos de McGuinness talvez não agradasse todos os leitores, a colorização de Dave Stewart era digna de destaque. Blieck ainda incluiria Inimigos Públicos dentre as melhores histórias do ano.
Quando da sua publicação no Brasil, as primeiras edições da revista Superman/Batman foi bem recebidas pelo site brasileiro Universo HQ. O jornalista Eduardo Nasi chegou a comentar que o nível medíocre das maiores da histórias envolvendo Superman sendo publicadas à época fazia com que "Os Melhores do Mundo" fosse supervalorizada e se tornasse "uma das grandes aventuras do Superman nos últimos tempos", ainda que não fosse realmente significativa. Apresentando elogiadas cenas de ação e uma trama consistente com tudo que o escritor Jeph Loeb vinha fazendo com os personagens até então a trama recebeu sempre críticas positivas no site. Marcus Vinicius de Medeiros, do site Omelete, apresentou visão semelhante. Apontada como parte de "um dos momentos mais inspirados do Homem de Aço na DC Comics", a trama foi vista como "simples", por se centrar mais nas cenas de ação, o que rendeu comparações com o trabalho do escritor escocês Grant Morrison na revista da Liga da Justiça: "Embora apresente uma obra menos "cerebral" que a de Morrison, Inimigos Públicos e diversão do início ao fim, e funciona perfeitamente como conflito final entre o Super-Homem e Batman e o Lex Luthor presidente dos Estados Unidos". Medeiros elogiou particularmente o que a história representava para o momento histórico que os personagens haviam passado nos anos anteriores - "A história não deixa de apresentar falhas, mas estas são mais que compensadas no final. As motivações dos personagens secundários e a própria resolução do conflito, por exemplo, não são exatamente impecáveis. Por outro lado, a interação entre Superman e Batman, e toda a ação envolvendo os grandes nomes do Universo DC, são praticamente uma dádiva para quem já havia se cansado de uma abordagem cínica e pessimista da fase que ficou conhecida como "Era Sombria" dos quadrinhos.", disse.

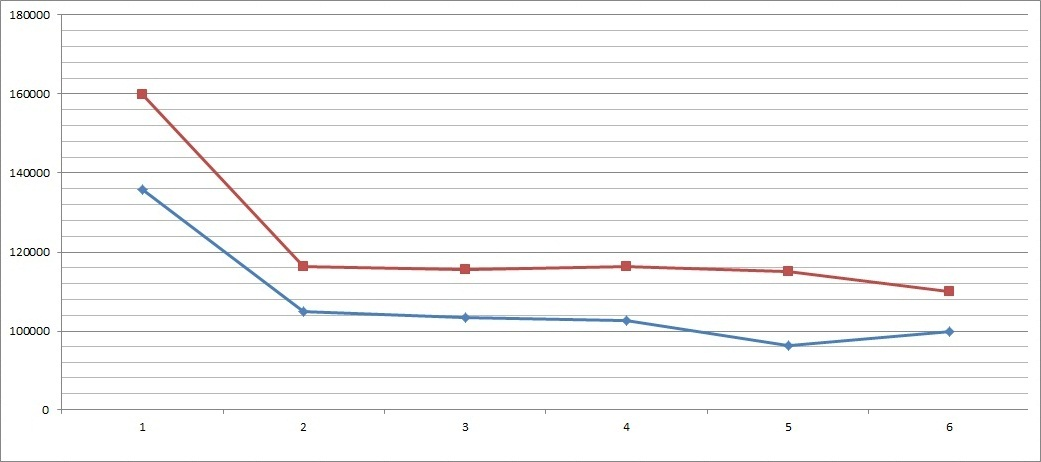
Quantidade total de exemplares vendidos.
Vendas no mês de lançamento.

A história não foi bem-recebida apenas pela crítica: o lançamento de Superman/Batman foi visto como uma iniciativa de sucesso da editora e as seis edições do arco apresentaram vendas expressivas, de acordo com os registros da Diamond, empresa responsável pela distribuição das revistas nos Estados Unidos. A 1ª edição foi a terceira revista mais vendida no mês de agosto de 2003, com 135 880 exemplares vendidos só naquele mês e cerca de mais 24 mil unidades adicionais vendidas nos meses seguintes.
As edições seguintes apresentaram vendagem menor, mas não por isso menos significativas: a 2ª edição vendeu 116440 exemplares entre setembro e dezembro de 2003, e, enquanto a 3ª vendeu oscilantes 115694 exemplares entre outubro de 2003 e março de 2004, a 4ª vendeu 116336 exemplares em menor período - dezembro de 2003 a março de 2004, especificamente. A 5ª e a 6ª edições foram as únicas a venderem menos de 100 mil exemplares nos meses em que foram lançadas (cerca de 96 mil e de 99 mil, respectivamente), mas superariam tal número com as vendas dos meses seguintes: 115119 exemplares da 5ª edição foram vendidos entre dezembro de 2003 e março de 2004 e 109926 exemplares da 6ª edição entre fevereiro e abril de 2004. A versão encadernada das seis edições venderia ainda 7821 unidades no mês de seu lançamento, tornando-se o 2º livro de quadrinhos mais vendido em abril de 2004.